# روجدا ديميرير
روجدا ديميرير (بالتركية: Rojda Demirer
)‏ هي ممثلة تركية. ولدت في 12 أغسطس 1980 في أنقرة في تركيا.

## روابط خارجية
- روجدا ديميرير على موقع IMDb (الإنجليزية)
- روجدا ديميرير على موقع ألو سيني (الفرنسية)
- روجدا ديميرير على موقع قاعدة بيانات الفيلم (الإنجليزية)
- روجدا ديميرير على موقع كينوبويسك (الروسية)